# Sudhana

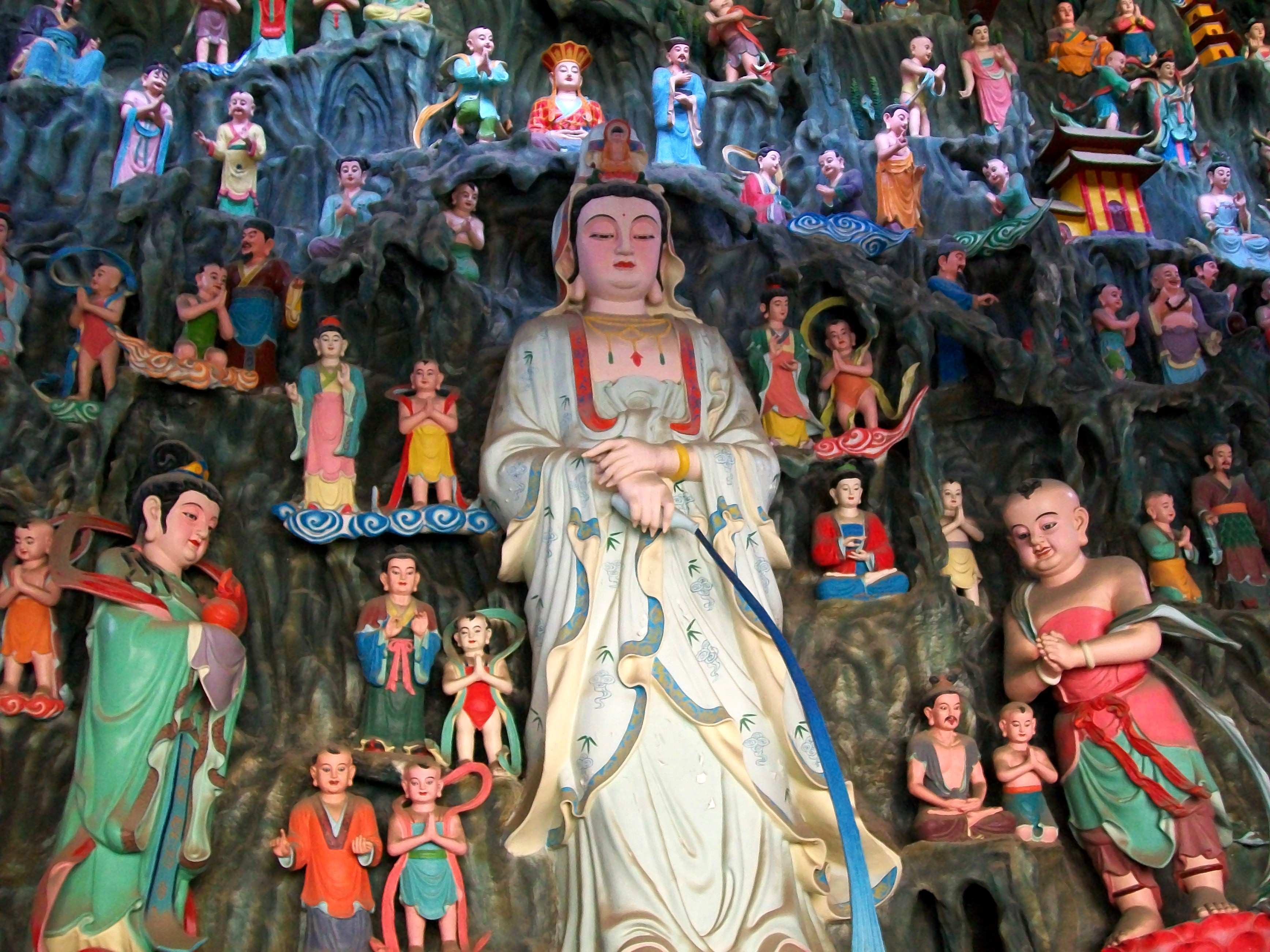
Sculpture en bois peint d’Avalokitesvara, sous sa forme féminine de Guanyin entourée de ses deux acolytes (debout) : Longnü (Nagakanya) à sa droite, et Sudhanakumāra à sa gauche.

Sudhana (sanskrit : सुधन (très riche, fortuné) ; chinois: 善財 ; pinyin: Shàncái ;  Wade-Giles: Shan-Ts'ai) ou parfois Sudhanakumâra, « adolescent fortuné » (chinois : 善財童子; pinyin : Shàncái tóngzi; Wade-Giles : Shan-Ts'ai-t'ung-tzu), est un jeune prince (autre sens du mot kumâra)  qui est le principal protagoniste du dernier et plus long chapitre de l'Avatamsaka Sutra, intitulé Gaṇḍavyuha, un texte qui a aussi circulé sous la forme d'un sûtra indépendant, le Gaṇḍavyuha sutra (en),. Il entreprend un périple auprès de cinquante-trois grands êtres spirituels afin d'atteindre, en une seule vie, l'éveil parfait.

## Le voyage de Sudhana
Sudhana est considéré comme un disciple du Bouddha Shakyamuni[réf. nécessaire], et il doit son nom au fait qu'au moment de sa naissance, toutes sortes de trésors surgirent du sol[réf. nécessaire]. Il sert d'exemple à tous les pratiquants qui débutent sur la voie du bodhisattva.
Sudhana est un fils de marchand et aussi un grand bodhisattva qui va se lancer dans un pèlerinage, ou une « quête initiatique », au terme desquels il atteindra la complète et bouddhéité et l'éveil parfait et insurpassable (anuttara-samyak-sambodhi), et ce en une seule vie. C'est le bodhisattva Manjushri qui enjoint Sudhana de se mettre à la recherche d'un maître spirituel ou d'un « ami de bien » (sk. kalyāṇamitra). Sudhana entame alors un voyage qui le conduira auprès de cinquante-trois mentors spirituels — des bouddhas et des bodhisattvas qui se manifestent dans notre monde sous un aspect humain. Parmi eux figurent Maitreya et Avalokiteshvara, ainsi que vingt femmes, dont Mahâmâyâ, la mère de Shakyamuni Bouddha. Son dernier maître sera le bodhisattva Samantabhadra,. Tous ces êtres apparaissent à Sudhata prendront les apparences d'humains appartenant aux quatre castes, de hors-castes, de bouddhistes ou de non bouddhistes, de moines bouddhistes ou de nonnes bouddhistes, de déesses, de dieux et de grands bodhisattvas. Au terme de ce pèlerinage, il entre dans le monde du dharma (dharmadhâtu).
Par ailleurs, Sudhanakumâra est l'un des deux acolytes d'Avalokiteśvara — avec Longnü, « Fille du Dragon » — compte tenu du rôle respectif de chacun d'eux dans le Sūtra du Lotus et l'Avataṃsaka sūtra, et ce même s'ils ne sont mentionnés ensemble dans aucun texte connu à ce jour.

## Dans les arts
Le pèlerinage de Sudhana a été une source d'inspiration importante pour l'art du bouddhisme de l'Asie du Sud-Est. L'histoire de Sudhana — et donc le Gandhavuya — sont ainsi le sujet de 460 bas-reliefs du temple de Borobudur, sur l'île de Java.

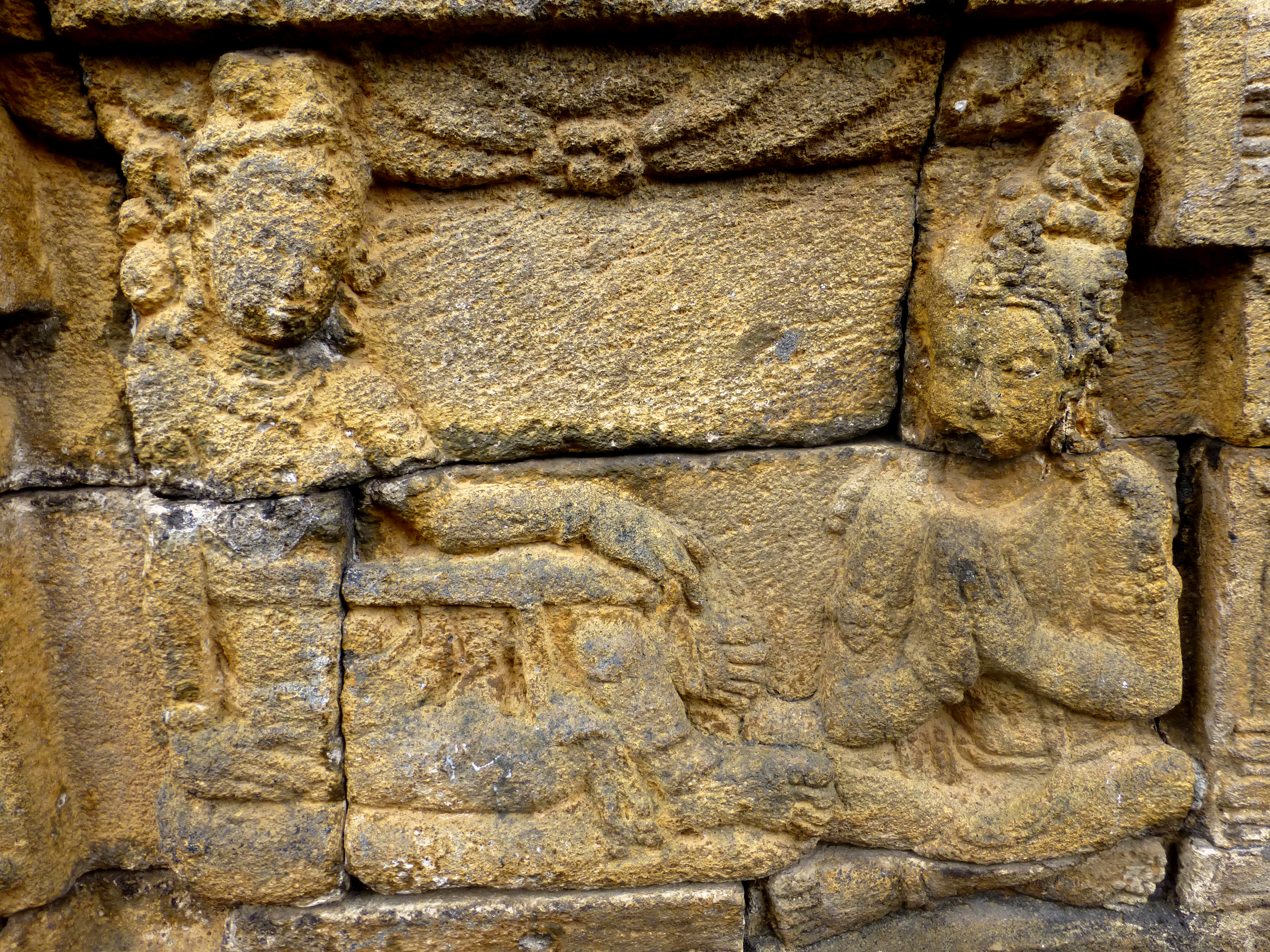
Borobudur. Sudhana prend congé de sa mère.